# Villa du Plessis-Grimaud
La villa du Plessis-Grimaud est une villa située à Saint-Viaud, en France.

## Localisation
La villa est située sur la commune de Saint-Viaud, dans le département de la Loire-Atlantique.

## Historique
La Villa fut bâtie entre 1826 et 1846 pour la veuve Carroux sur l'emplacement d'un ancien château fort dont il ne reste aucune trace aujourd'hui.
Il est la propriété depuis 1973 de M. et Mme Galouzeau de Villepin.
Le monument est inscrit au titre des monuments historiques en 1997.